# Jacques Denys Choisy
Jacques Denys (Denis) Choisy (Jussy, 5 de abril de 1799 — Genebra, 26 de novembro de 1859) foi pastor protestante e botânico.

## Biografia
Choisy estudou teologia, direito, ciências humanas e ciências naturais na Académie de Genéve. Em 1821, foi ordenado ministro e, durante o ano seguinte, estudou em Paris. Durante sua estada em Paris, foi aceite como membro da Société d'histoire naturelle. Após o seu retorno a Genebra, em 1824, foi nomeado catedrático de Filosofia Racional da Académie de Genéve, cargo que manteve até 1847.
Como estudante em Genebra, foi influenciado por Augustin Pyramus de Candolle e, no processo, desenvolveu uma paixão pela botânica que duraria toda a sua vida. Foi o principal colaborador de Candolle na publicação do Prodromus Systematis Naturalis Regni Vegetabilis, sendo o autor das secções que englobam as famílias de plantas Marcgraviaceae, Convolvulaceae, Hydroleaceae, Scrophulariaceae, Selaginaceae e Nyctaginaceae e das Hypericineae e Guttiferae. O género botânico Choisya (família Rutaceae) é nomeado em sua homenagem.
Como teólogo e filósofo, publicou Des doctrines exclusives en philosophie rationelle (1828) e  Les lois morales: Fragment d'un cours de philosophie morale (1836).

## Obras publicadas
Entre muitas outras, é autor das seguintes obras sobre botânica:
- Prodromus d'une monographie de la famille des hypéricinées, (9 edições publicadas de 1821 a 1983) - Prodomus de uma monografia sobre Hypericineae.
- Descriptions des Hydroléacées, 1830 – Descrições de Hydroleaceae.
- Convolvulaceae orientales, 1834 – Convolvulaceae Oriental
- Mémoire sur les familles des Ternstroemiacées et Camelliacées, 1854 – Tratado sobre as famílias Ternstroemiaceae e Camelliaceae.[6]